# Пад на налягане
Пад на налягане, хидравлични загуби или загуба на налягане характеризира загубите на енергия поради триене при движение на даден флуид. Падът на налягане се обозначава често с ΔP, ΔPзаг и има измерение на налягане (Pa, bar, ...). Той е от значение при оразмеряването на помпи, вентилатори, духалки, компресори и др.
Използва се и понятието "загуба на напор" Δh = ΔP/(g*ρ). Хидравличните загуби най-общо са пропорционални на дължината на тръбата, на скоростта на флуида и на вискозитета му.
Хидравличните съпротивления са два вида, линейни и местни.

## Загуба от линейни съпротивления
Представлява загубата на енергия при движение в прав участък на тръбопровод. Изчислява се по формулата:
{\displaystyle \Delta p=\lambda \cdot {\frac {l}{d}}\cdot {\frac {\rho \cdot w^{2}}{2}}}
Тя е известна в литературата като "Уравнение на Дарси-Вайсбах", тук λ е коефициент на триене (коефициент на линейно съпротивление), ρ е плътността на флуида, w скоростта на движение, l е дължината на правия участък, d е диаметърът на тръбопровода.
Коефициентът на триене λ зависи най-общо от критерия на Рейнолдс Re и относителната грапавина на тръбата ε/d (ε е абсолютната грапавост). Re от своя страна е функция на вискозитета.
За ламинарно течение (Re < 2320):
{\displaystyle \lambda ={\frac {64}{Re}}}
За турбулентно течение (Re > 2320) и хидравлично гладки тръби (ε/d ≈ 0, формула на Блазиус):
{\displaystyle \lambda ={\frac {0,3164}{Re^{0,25}}}}
При високи стойности на Re и хидравлично грапави тръби λ зависи само от грапавината на тръбата ε/d (формула на Никурадзе):
{\displaystyle {\frac {1}{\sqrt {\lambda }}}=-2\log _{10}\left({\frac {\epsilon }{3{,}71d}}\right)}
В турбулентната област при сравнително ниски стойности на Re коефициентът λ зависи едновременно от грапавината и Re и се изчислява по по-сложни формули или се отчита от диаграмата. В някои източници зависимостта на коефициента на триене λ се задава графично вместо във вида:
{\displaystyle \lambda =f(Re,{\frac {\epsilon }{d}})}
като:
{\displaystyle {\frac {Eu}{\Gamma }}={\frac {\lambda }{2}}=f(Re,{\frac {\epsilon }{d}});\ \ \ \Gamma ={\frac {l}{d}}}
Където Eu е т. нар. критерий на Ойлер.

## Загуба от местни съпротивления
{\displaystyle \Delta p=\zeta \cdot {\frac {\rho \cdot w^{2}}{2}}}
ζ е коефициент на местното съпротивление
Местни съпротивления са напр. (внезапно) стеснение или разширение, дифузори, колена, разклонения/тройници, вход и изход в тръба, арматури (вентил, шибър, кран, клапа), диафрагми и др. Коефициентите на местното съпротивление са определени опитно и могат да се отчетат в различни справочници   . Те също могат да бъдат функция на Re и грапавината, но често се приемат за константни.
Общият пад на налягане от триене е:
{\displaystyle \Delta p=\left(\lambda \cdot {\frac {l}{d}}+\Sigma \zeta _{i}\right){\frac {\rho \cdot w^{2}}{2}}}
Формулите важат за изотермичен поток в тръбопровод с кръгло сечение. При други сечения за изчисляването на Re трябва да се използва т. нар. хидравличен диаметър. Ако температурата на флуида се променя значително (напр. поради топлинни загуби) падът на налягане ΔP се коригира с коефициент, който е фунция на критериите на Грасхоф Gr и Прантъл Pr.